# Alexander III. (Schottland)

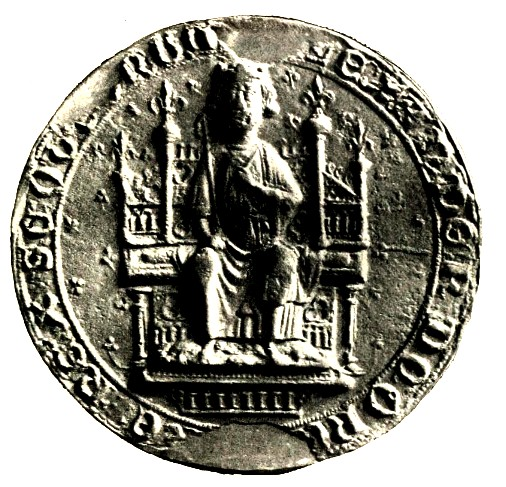
Siegel von Alexander III.

Alexander III. (auch Alexander der Glorreiche; * 4. September 1241 in Roxburgh; † 18. oder 19. März 1286 bei Kinghorn) war König der Schotten von 1249 bis zu seinem Tod. Er war der letzte schottische König aus dem Haus Dunkeld.

## Herkunft

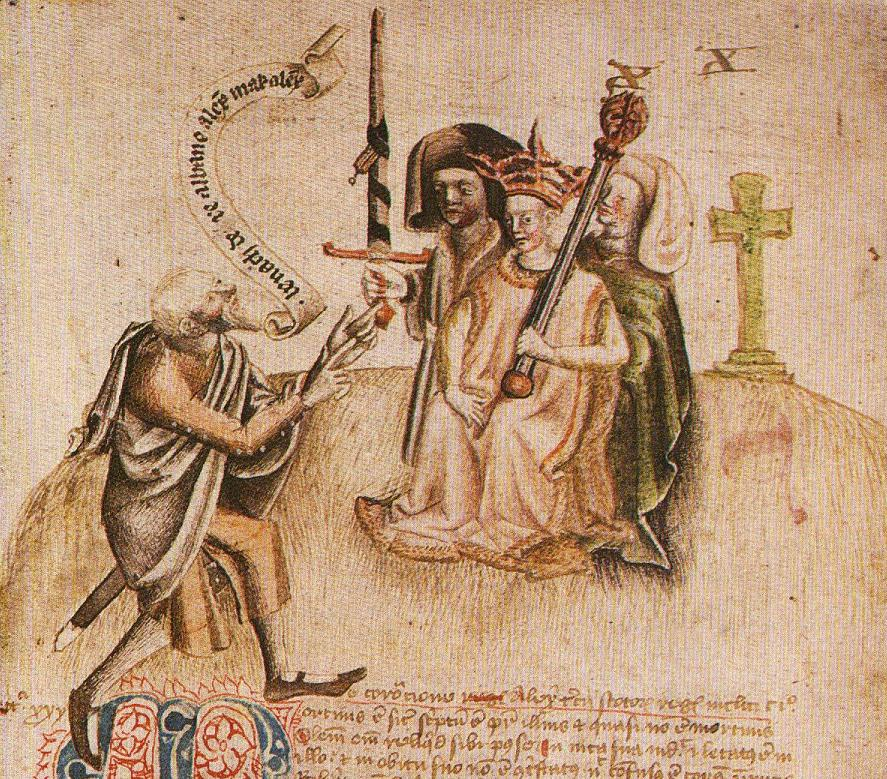
Die Inthronisation von Alexander, bei der ein Barde seine Herkunft besingt. Spätmittelalterliche Darstellung

Alexander war der einzige Sohn von Alexander II. und dessen zweiter Ehefrau Marie de Coucy. Er war noch keine acht Jahre alt, als sein Vater 1249 während eines Feldzugs erkrankte und starb und er somit den schottischen Thron erbte. Am 13. Juli 1249, nur fünf Tage nach dem Tod seines Vaters, wurde er in einer traditionellen Zeremonie in Scone zum König proklamiert, auf dem Stein von Scone inthronisiert, geweiht und mit einem Mantel eingekleidet. Ein gälischer Barde besang seine Abstammung, danach huldigten ihm die schottischen Magnaten.

## Minderjährigkeit des Königs

### Dominanz von Alan Durward
Es gibt keinen erhaltenen Beleg, ob Alexander II. vor seinem Tod noch Vorkehrungen für die Regentschaft traf. Alan Durward, das Oberhaupt einer Familie, die unter Alexander II. bereits großen Einfluss gewonnen hatte, versuchte zu Beginn der Herrschaft von Alexander, die Vorherrschaft seiner Familie in Schottland zu sichern. Er beanspruchte das Recht, den minderjährigen König vor seiner Einsetzung zum König zum Ritter zu schlagen. Dieses Recht wurde ihm verwehrt, doch zunächst dominierte Durward weitgehend die Regierung. Dies gelang ihm vielleicht dank der Unterstützung der Königinmutter Marie de Coucy, dazu konnte er sich offenbar weitgehend auf die königliche Verwaltung stützen, deren Beamte weitgehend übernommen wurden. Schon bald kam es jedoch zu Konflikten zwischen den Anhängern von Durward und der Familie Comyn. Durch diesen Machtkampf mit einer einflussreichen Adelsfamilie wurde die Regierung von Durward geschwächt.

### Heirat mit Margarete von England
Vermutlich die Comyns veranlassten einen Hilferuf an den englischen König Heinrich III. mit der Bitte um Unterstützung gegen die von Durward geführte Regierung. Dies gab dem englischen König die Gelegenheit, seinen alten Anspruch auf die Oberherrschaft über Schottland zu erneuern. Bereits zuvor war der schottische Versuch, vom Papst die Erlaubnis zur Krönung und Salbung der Könige nach westeuropäischem Vorbild zu erhalten, an der Ablehnung des englischen Königs gescheitert. Nach dem Hilferuf an den englischen König war die geschwächte Regierung von Durward gezwungen, dem englischen König entgegenzukommen. Sie musste der Heirat von Alexander mit Margarete, einer Tochter des englischen Königs zustimmen, die vermutlich schon im 1244 geschlossenen Vertrag von Newcastle vereinbart worden war. Am Weihnachtstag 1251 wurden Alexander und zwanzig weitere Adlige von Heinrich III. zum Knight of the Bath geschlagen, und am folgenden Tag fand die Hochzeit in York statt. Nach einem englischen Chronisten forderte der englische König von Alexander, ihm nicht nur für seine Besitzungen in England, sondern auch als König von Schottland zu huldigen. Die Huldigung für Schottland wurde entschieden zurückgewiesen, worauf der englische König dies nicht weiterverfolgte.

### Dominanz der Comyns
Dennoch mischte sich Heinrich III. in den nächsten Jahren weiter in die schottische Regierung ein. Möglicherweise hatte Durward versucht, in einer Urkunde die Thronfolge für sich oder seine Nachkommen zu sichern, falls Alexander kinderlos sterben sollte. Diese Urkunde diente Heinrich III. vermutlich als Grund, um den Rücktritt aller führenden Beamten des königlichen Haushalts zu erzwingen. Stattdessen ernannte er mit Robert de Ros, Lord of Wark und John de Balliol zwei nordenglische Barone zu seinen Interessenvertretern am schottischen Hof. Heinrich III. sorgte sich vorgeblich nur um das Wohlergehen seiner Tochter und seines Schwiegersohns, doch er verfolgte mit Sicherheit noch weitergehende politische Ziele. Obwohl seine Einflussnahme nicht belegt ist, hatte Heinrich III. wohl großen Einfluss bei der Ernennung der Mitglieder des neuen schottischen Kronrats. Diesem gehörten neben Walter und Alexander Comyn hauptsächlich Unterstützer der Familie Comyn an. Entgegen den Erwartungen des englischen Königs verfolgte der neue Kronrat aber keine englandfreundliche Politik. Entweder waren die beiden englischen Vertreter am schottischen Hof machtlos oder sie arbeiteten mit den schottischen Magnaten zusammen, die auf die Versuche des englischen Königs, die Politik zu beeinflussen, wenig Rücksicht nahmen. Als Heinrich III. 1253 für seine Expedition in die zu seinem Reich gehörende Gascogne von den Schotten militärische Unterstützung forderte, ignorierten die Schotten dies völlig. Nur der zuvor von Heinrich III. verdrängte Alan Durward, der sich aber mit ihm geeinigt hatte, begleitete den englischen König nach Südwestfrankreich. Ein weiterer Konfliktpunkt war die Steuer, die die Päpste in Schottland zugunsten eines von England geführten Kreuzzugs erheben wollten. Das Ziel des Kreuzzugs sollte später nicht mehr das Heilige Land sein, sondern der Kreuzzug sollte der Eroberung des Königreichs Sizilien für den zweiten Sohn von Heinrich III. dienen. Daraufhin weigerten sich die Schotten, die Steuer zu zahlen. Im Sommer 1255 beschloss der englische König, die politische Lage in Schottland nicht mehr hinzunehmen, da die schottische Regierung und selbst die beiden von ihm eingesetzten Vertreter seine Versuche, die schottische Politik auf die englischen Interessen abzustimmen, vereitelten. Heinrich III. berief sein Feudalheer ein und zog im August 1255 an die Grenze nach Schottland. Durch Verhandlungen konnte ein offener Krieg aber verhindert werden, und der von den Comyns dominierte Kronrat trat zurück. Der neu gebildete Kronrat sollte maximal sieben Jahre, bis zur Volljährigkeit Alexanders, im Amt bleiben.
Obwohl die Comyns durch die Intervention des englischen Königs ihre Stellung im Kronrat verloren hatten, gelang es ihnen bis 1257, wieder erheblichen Einfluss am Königshof zu gewinnen. Deshalb mussten der König und die neue Regierung mit den Führern der Familie verhandeln. Der englische König wurde in diese Verhandlungen eingebunden. Die Verhandlungen brachten jedoch kein für die Comyns befriedigendes Ergebnis, worauf sich Walter Comyn im Oktober 1257 in einem Staatsstreich in Kinross des jungen Königs bemächtigte. Heinrich III. bereitete daraufhin einen bewaffneten Einfall in Schottland vor, doch aufgrund eines Kriegs in Wales und vor allem wegen eines Konflikts mit einer englischen Adelsopposition konnte er diesen Feldzug nicht umsetzen. Somit wurde der englische Einfluss in Schottland weiter eingeschränkt.

## Übernahme der Regierung durch den König
Mit ihrem Staatsstreich hatten sich die Comyns des Königs bemächtigt und anscheinend ihren Einfluss zurückgewonnen, doch der inzwischen siebzehnjährige König verfolgte nun zunehmend seine eigene Politik. Er war zwar offiziell noch minderjährig, doch er war nicht mehr bereit, sich an eine der rivalisierenden politischen Gruppen zu binden. Er agierte offen gegen Unterstützer von Alan Durward, der klar seinen Einfluss verloren hatte, doch auch der Politik der Comyns stimmte er nicht mehr zu. Die Comyns hatten ein Bündnis mit den walisischen Fürsten geschlossen, die sich mit England im Krieg befanden. Die genaue Situation ist ungeklärt, doch vermutlich stimmte Alexander diesem Bündnis nicht zu und unterstützte einen Waffenstillstand in Wales, der 1258 geschlossen wurde. Im September 1258 drängte Alexander die rivalisierenden schottischen Magnaten zu einem Kompromiss, der wahrscheinlich weitgehend seinen Wünschen entsprach. Nach diesem Kompromiss sollte ein neuer Kronrat gebildet werden, dem sowohl Anhänger der Comyns wie auch Anhänger von Durward angehören sollten. Der englische König sicherte zu, den Kronrat mit seinem Rat zu unterstützen, dies war vielleicht die einzige Möglichkeit, wie der innenpolitisch hart von der Adelsopposition bedrängte Heinrich III. noch Einfluss auf die schottische Politik ausüben konnte. Er lud Alexander und Margaret offiziell nach England ein, dieser Einladung folgte das Königspaar im November 1260. Alexander kehrte jedoch offensichtlich überhastet nach Schottland zurück, während Margarete in England blieb, wo die Geburt ihres ersten Kindes stattfand. Die englische Regierung musste zusichern, dass im Falle eines Todes von Alexander die Königin und ihr Kind unverzüglich an die schottische Regierung übergeben werden würde. In Schottland war es während der Abwesenheit des Königs zu einem Konflikt zwischen John Comyn und Walter Stewart um Menteith gekommen. Obwohl Comyn unter den Magnaten einflussreiche Unterstützer hatte, bekräftigte Alexander seine Entscheidung, dass der Titel Earl of Menteith an Stewart fallen sollte. Comyn und seine Unterstützer akzeptierten diese Entscheidung und beugten sich der Autorität des Königs. Zu diesem Zeitpunkt war offensichtlich, dass der neunzehnjährige Alexander die Kontrolle über seine Regierung innehatte. Damit war die Minderjährigkeit des Königs faktisch beendet, obwohl er noch keine einundzwanzig Jahre alt war.

## Die Außenpolitik des Königs

### Eingliederung der westschottischen Inseln

#### Ausgangslage
Nachdem Alexander die Führung der Regierung geworden war, setzte er die Politik seines Vaters fort, der versucht hatte, die westschottischen Inseln in das schottische Königreich einzugliedern. Diese Inseln waren bislang offiziell in norwegischen Besitz gewesen, wobei die norwegischen Könige die Region aufgrund der Entfernung nie fest unter ihrer Kontrolle hatten. Die Adligen der Inseln besaßen auch Besitzungen auf dem schottischen Festland, so dass sie zusammen mit den norwegischen Königen ständig die westlichen Grenzen Schottlands bedrohten. Der Versuch von Alexander, die Inseln unter seine Kontrolle zu bringen, führte natürlich unweigerlich zu Konflikten mit den Adligen der Inseln und mit dem norwegischen König.

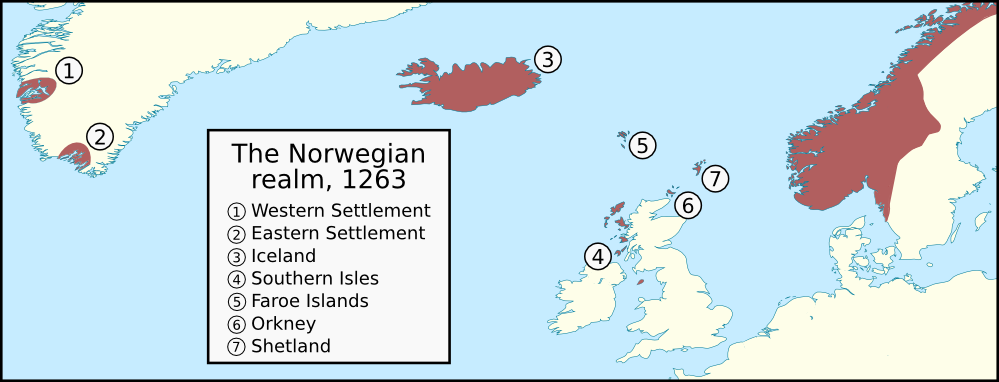
Norwegen mit seinen Besitzungen 1263

#### Krieg mit Norwegen
1261 reiste eine schottische Gesandtschaft nach Norwegen, um mit dem norwegischen König über die zukünftige Stellung der westschottischen Inseln zu verhandeln. Im nächsten Jahr griff im Auftrag von Alexander eine schottische Streitmacht unter dem Earl of Ross die Inseln an. Der norwegische König Håkon IV. führte daraufhin im Spätsommer 1263 eine norwegische Flotte nach Schottland. Die Adligen der Inseln unterstützten die Norweger aber nur halbherzig, so dass diese nur geringe Erfolge erzielten. Dennoch konnten die Norweger Rothesay Castle erobern, und durch Vergabe von Besitzungen an seine Gefolgsleute wollte Håkon IV. seine Eroberungen absichern. Um den schottischen König zu Zugeständnissen zu zwingen, machte er einen Vorstoß über Loch Lomond bis nach Lennox, das er plünderte. Die Verhandlungen mit Schottland blieben aber weiter erfolglos. Im beginnenden Herbst strandeten bei Stürmen mehrere norwegische Schiffe, und im Oktober blieb die Schlacht von Largs am Firth of Clyde ohne klaren Sieger. Vermutlich erlitt keine Seite in der Schlacht hohe Verluste, doch beide Seiten reklamierten den Sieg für sich. Dennoch zeigte das Ergebnis der Schlacht zusammen mit dem sich weiter verschlechternden Wetter dem norwegischen König, dass eine Fortsetzung des Feldzugs keinen Sinn machte. Er segelte die westschottische Küste entlang nach Norden, erhob auf den Inseln Tribute und erreichte Ende Oktober die unter seiner Hoheit stehenden Orkneys. Dort allerdings erkrankte er und starb im Dezember 1263.

#### Abschluss des Friedens von Perth

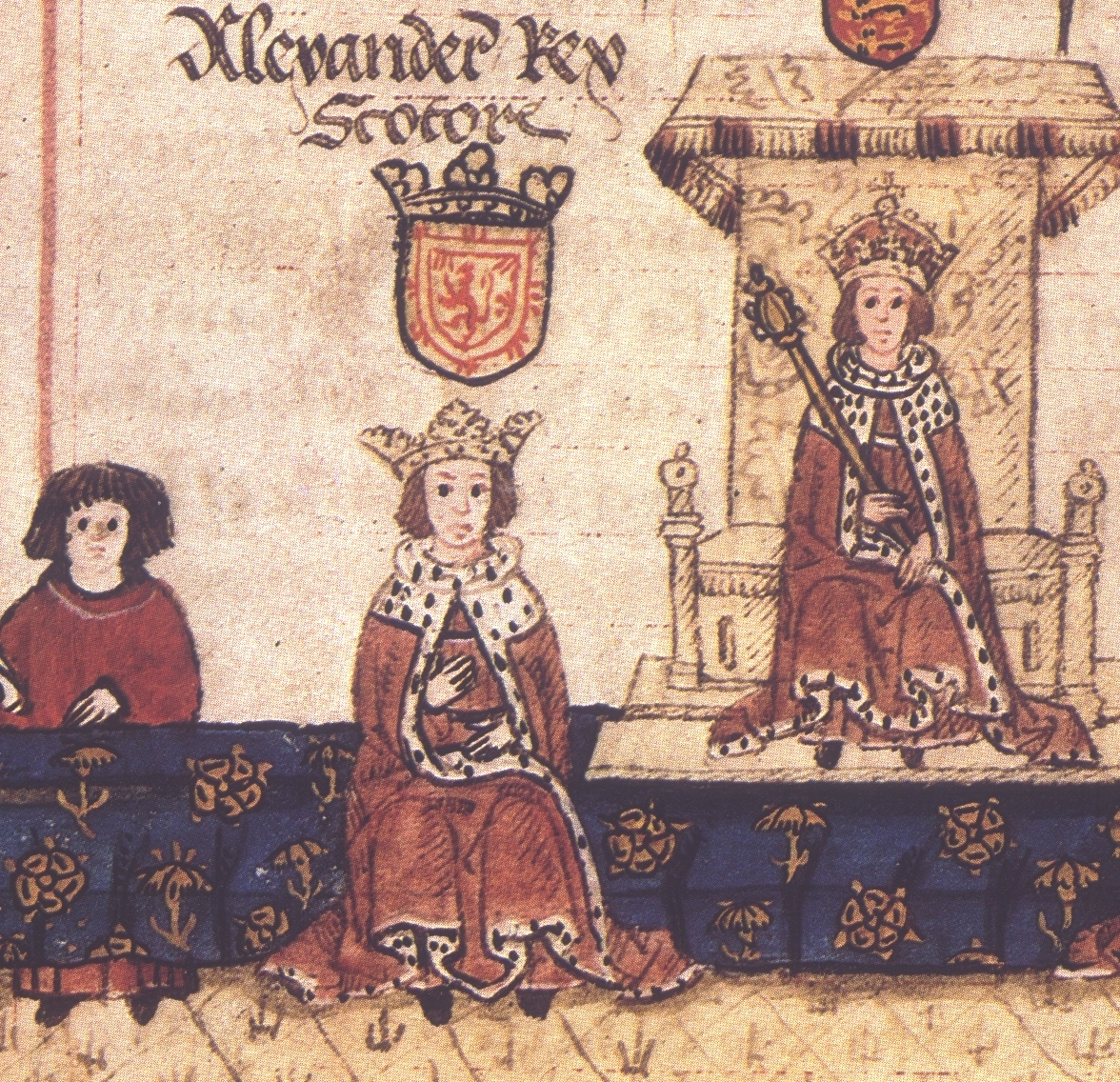
Alexander nimmt als Gast von Eduard I. an einem englischen Parlament teil. Ausschnitt aus einer mittelalterlichen Miniatur.

Das Scheitern des Feldzugs, der Tod des Königs und die mangelnde Bereitschaft der Bewohner der westschottischen Inseln, gegen die schottische Krone zu kämpfen, brachte viele Adlige der Hebriden dazu, sich dem schottischen König zu unterwerfen. Bestärkt wurden sie durch weitere schottische Angriffe in Caithness und in Westschottland. 1264 unterwarf sich auch noch König Magnus III. von Man dem schottischen König, nachdem dieser gedroht hatte, die Isle of Man zu erobern. Dies überzeugte den neuen norwegischen König Magnus VI., Verhandlungen mit Schottland aufzunehmen. Nach längeren Verhandlungen wurde schließlich im Juli 1266 der Frieden von Perth geschlossen. In diesem Vertrag trat Norwegen die Hebriden gegen eine einmalige Zahlung von 4000 Merks und eine jährliche, ewige Zahlung von 100 Merks an Schottland ab. Die Orkneys blieben dagegen weiter unter norwegischer Hoheit.

### Verhältnis zu England
In England war es zwischen dem König und der Adelsopposition 1264 zum offenen zweiten Krieg der Barone gegen den König gekommen. Mehrere schottische Adlige nahmen an dem Krieg teil, wobei die meisten auf der Seite des englischen Königs kämpften. 1265 bot Alexander dem englischen König seine Waffenhilfe an, die dieser nach dem Sieg bei Evesham aber nicht mehr benötigte. Nach dem Chronisten John Fordun sollen Alexander und die schottischen Geistlichen sich nach dem Ende des Kriegs der Barone geweigert haben, eine vom Papst geforderte Steuer zugunsten des Kreuzzugs des englischen Thronfolgers Lord Eduard zu zahlen. Allerdings nahmen zahlreiche schottische Adlige und Ritter an dem zweiten Kreuzzug des französischen Königs Ludwig IX. teil. Während dieses Kreuzzugs starben David, Earl of Atholl, Adam, Earl of Carrick und zahlreiche schottische Ritter. Nachdem Lord Eduard von seinem Kreuzzug zurückkehrte, wurde er als Nachfolger seines 1272 verstorbenen Vaters Heinrich III. im August 1274 zum englischen König gekrönt. Alexander nahm zusammen mit seiner Frau und zahlreichen schottischen Adligen an der Krönung seines Schwagers in Westminster Abbey teil. Dabei war er aber vor allem als Baron für seine englischen Ländereien und nicht als König eines benachbarten Reiches geladen. Dennoch huldigte er dem neuen König nicht für seine englischen Besitzungen, was die schottischen Beziehungen zu England für mehrere Jahre belastete. Erst nachdem Alexander von Eduard I. die Zusicherung erhalten hatte, dass eine Huldigung sich nicht auf die Freiheit und Rechte von Schottland auswirken würde, reiste Alexander 1278 erneut nach Westminster. Dort huldigte er am 28. Oktober dem englischen König, wobei er ausdrücklich das Königreich Schottland von der Huldigung ausnahm.

## Innenpolitik

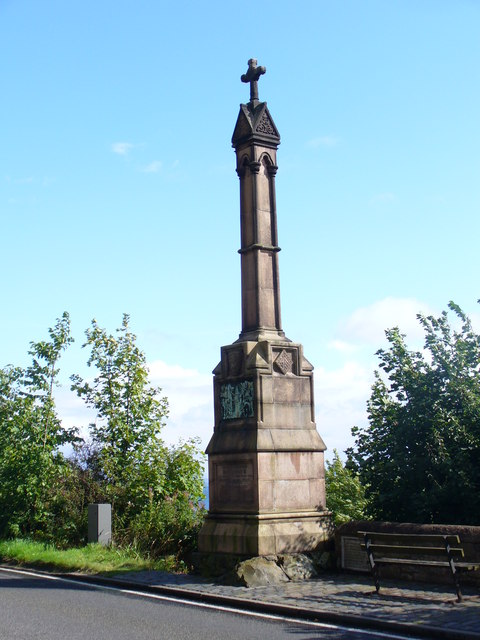
Denkmal an der mutmaßlichen Stelle, wo Alexander tödlich verunglückte

Traditionell gilt die Herrschaft von Alexander als ein goldenes Zeitalter für Schottland. Das Reich erlebte während seiner Herrschaft eine Zeit der politischen Stabilität, des wirtschaftlichen Wachstums und dazu die erfolgreiche Eingliederung der westschottischen Inseln. Zwar mögen die Chronisten des 14. und 15. Jahrhunderts bei ihren Berichten über Alexanders Herrschaft teils übertrieben haben, denn sie wollten die Zeit seiner Herrschaft von der durch Krieg und Zerstörung geprägten Zeit der schottischen Unabhängigkeitskriege abheben. Dennoch erlebte Schottland während der Herrschaft von Alexander wahrscheinlich eine Zeit des relativen Wohlstands mit einer steigenden Bevölkerungszahl. Die klimatischen Verhältnisse waren besser als im folgenden 14. Jahrhundert, und zusammen mit der steigenden Bevölkerungszahl stieg die Agrarproduktion und auch der Handel mit den Nachbarländern. Besonders der Export von Wolle gewann an Bedeutung. Zu einem unbekannten Zeitpunkt zwischen 1275 und 1282 wurde ein Zoll auf die Ausfuhr von Wolle und Häuten eingeführt, der die Einnahmen des Königs wesentlich erhöhte. Die rege Bautätigkeit an zahlreichen Kirchengebäuden, unter anderem an den Kathedralen von Dunblane, Dunfermline, Glasgow und St Andrews zeugt von der guten wirtschaftlichen Entwicklung während der Herrschaft von Alexander.

## Ungesicherte Thronfolge und Tod
Die letzten Jahre der Herrschaft von Alexander waren durch Frieden, durch gute Beziehungen zu England und Norwegen und durch eine gefestigte Herrschaft des Königs geprägt. Allerdings wurden die letzten beiden Jahre der Herrschaft durch die ungeklärte Thronfolge überschattet. Mit seiner Frau Margarete hatte Alexander drei Kinder:
- Margarete (* 28. Februar 1261; † 9. April 1283) ⚭ König Erik II. von Norwegen
- Alexander (* 21. Dezember 1264; † 28. Januar 1284) ⚭ Margarete
- David (* 1273; † Juni 1281)

Margarete starb Anfang 1275, und bis 1284 starben alle drei Kinder aus der Ehe. Der älteste Sohn Alexander hatte zwar eine Tochter von Graf Guido I. von Flandern geheiratet, doch die Ehe war kinderlos geblieben. Die Tochter Margarete hatte 1281 den König von Norwegen geheiratet und hinterließ bei ihrem Tod zwei Jahre später nur eine kleine Tochter, die ebenfalls Margarete hieß. Da diese nach dem Tod des Thronfolgers Alexander die einzige Nachfahrin des Königs war, ließ Alexander im Februar 1284 eine eindrucksvolle Versammlung von schottischen Magnaten schwören, seine einzige Enkelin, die sogenannte Maid of Norway, als Thronerbin anzuerkennen, falls er keine weiteren Kinder bekommen sollte. Am 14. Oktober 1285 heiratete der König Yolande, eine Tochter des französischen Grafen Robert von Dreux. Doch bereits wenige Monate später war Alexander tot. Er war mit kleinem Gefolge auf dem Weg von einer Ratsversammlung in Edinburgh zu seiner Frau nach Kinghorn, als er in der stürmischen Nacht vom 18. auf den 19. März 1286 vom Pferd stürzte. Seine Leiche wurde erst am nächsten Morgen am Fuß der Klippen gefunden. Er wurde in Dunfermline Abbey beigesetzt. An der mutmaßlichen Stelle, wo er verunglückte, erinnert ein Denkmal an ihn.

## Folgen
Nach dem Tod von Alexander wählten die schottischen Magnaten sechs Guardians, die für die Maid of Norway die Regentschaft übernahmen. Als die junge Thronerbin 1290 während der Überfahrt nach Schottland starb, war die Thronfolge völlig ungeklärt. Es gab nun mehrere Anwärter auf den schottischen Thron.